# Corneliu Dragalina
Corneliu Dragalina (Caransebeş, 5 de fevereiro de 1887  — Bucareste, 11 de julho de 1949) foi um general romeno da Segunda Guerra Mundial.

## Honrarias
- Ordem de Miguel, o Valente
- Cruz de Ferro de 2ª e 1ª classe (1939)
- Cruz de cavaleiro da cruz de ferro (9 de agosto de 1942)